# Europlug

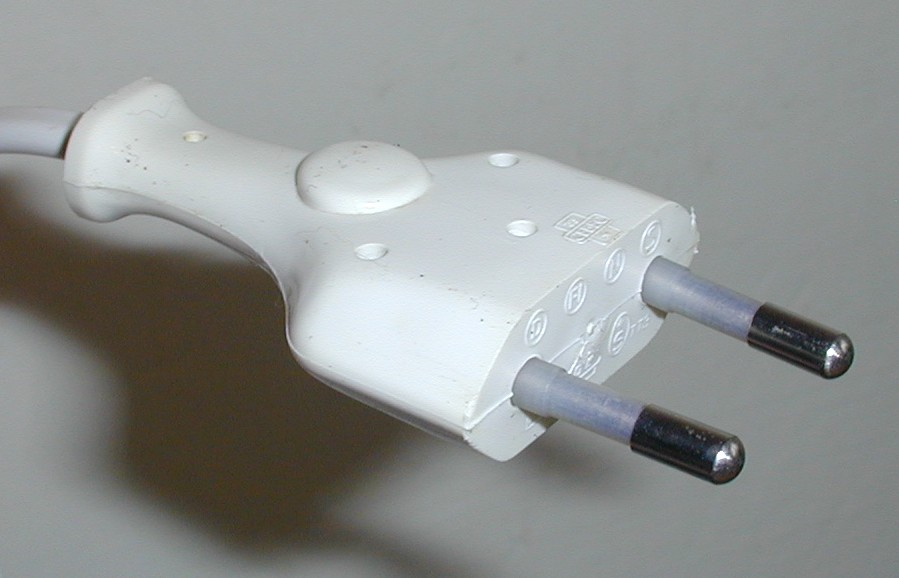
Exemplo de um Europlug.

O Europlug (padrão CEE 7/16) é uma tomada de dois pinos redondos de corrente alternada, utilizados na maioria dos países do mundo (embora seja comum haver variações em um possível terceiro pino de terra).
Eles são desenhados para operar em tensões de até 250 volts e em uma corrente de até 2,5 Ampères.
Pode ser utilizado em qualquer país da Europa, com exceção do Reino Unido, Chipre, Gibraltar, Irlanda e Malta, que utilizam o padrão BS 1363.